# Klasztor Watopedi

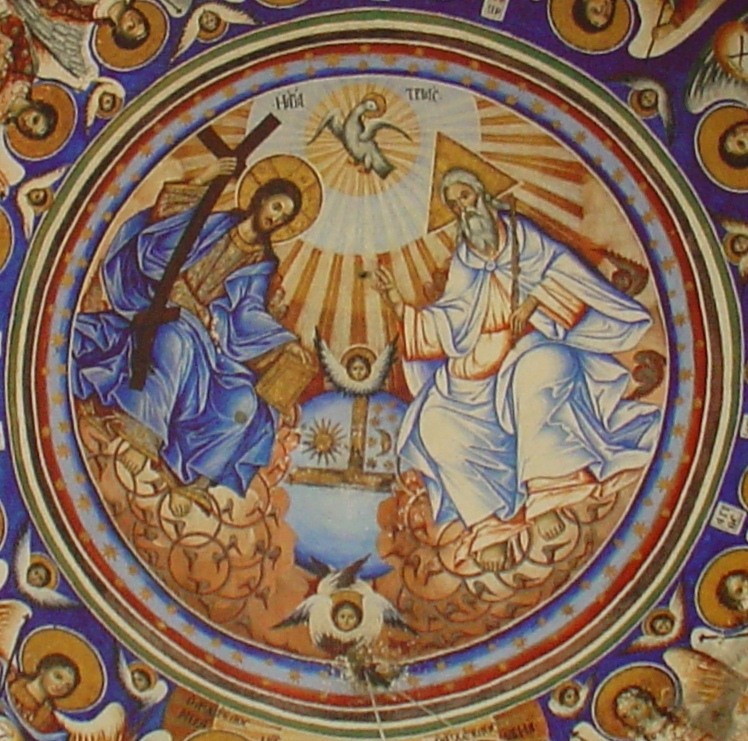
Trójca Święta – fresk we wnętrzu katolikonu Watopedi

Klasztor Watopedi (grec. Βατοπέδι lub Βατοπαίδι) – jeden z klasztorów na Górze Athos, zajmujący 2. miejsce w atoskiej hierarchii. Znajduje się w północno-wschodniej części atoskiego półwyspu. Nazwa pochodzi od greckich słów jeżyna i równina.

## Historia
Wedle tradycji założony został w latach 972–985 przez trzech majętnych ludzi: Atanazego, Mikołaja i Antoniego. Główna świątynia klasztoru (katholikon) z Х wieku zadedykowana została Zwiastowaniu Najświętszej Marii Panny. Klasztor składa się z 12 kaplic wewnątrz i 19 na zewnątrz murów.  Jednym z mnichów wywodzących się z Watopedi był Maksym Grek, później jeden z ważniejszych teologów w państwie moskiewskim.
W 1743 założona tu została Atoska Akademia, zniszczona po kilkunastu latach przez mnichów-przeciwników podnoszenia kultury umysłowej.
W klasztorze mieszka dziś około 100 mnichów.
Biblioteka klasztoru przechowuje prawie 2000 rękopisów i ponad 35 000 drukowanych ksiąg. Wśród rękopisów znajdują się manuskrypty dzieł Homera. Stąd pochodzi Kodeks Moskiewski II, który został wywieziony z klasztoru w 1655.
Wśród zbiorów ikon wyróżniają się cztery poświęcone Bogurodzicy.

### Skandal finansowy
We wrześniu 2008 klasztor został bohaterem skandalu finansowego. Mnisi zostali oskarżeni o zamianę ziemi małej wartości na państwową nieruchomość dużej wartości w transakcji z rządem premiera Kostasa Karamanlisa z konserwatywnej partii Nowa Demokracja. Po ujawnieniu afery, pod naciskiem opinii publicznej, rząd odwołał tę transakcję, dwóch ministrów zrezygnowało, a parlament powołał komisję śledczą dla zbadania sprawy. Państwo straciło na rzecz klasztoru co najmniej 100 milionów euro, choć komisja parlamentarna wyceniła nieruchomość nawet na miliard euro. W 2011 archimandryta Efrem został aresztowany i uwięziony pod zarzutem oszustwa i malwersacji. W październiku 2013 prasa doniosła, że czternaście osób, w tym archimandryta Efrem i mnich Arseniusz są postawieni w stan oskarżenia pod wieloma różnymi zarzutami, w tym prania brudnych pieniędzy, w związku ze „świętą wymianą” (jak nazwała transakcję prasa).

## Najważniejsze budynki wewnątrz klasztoru

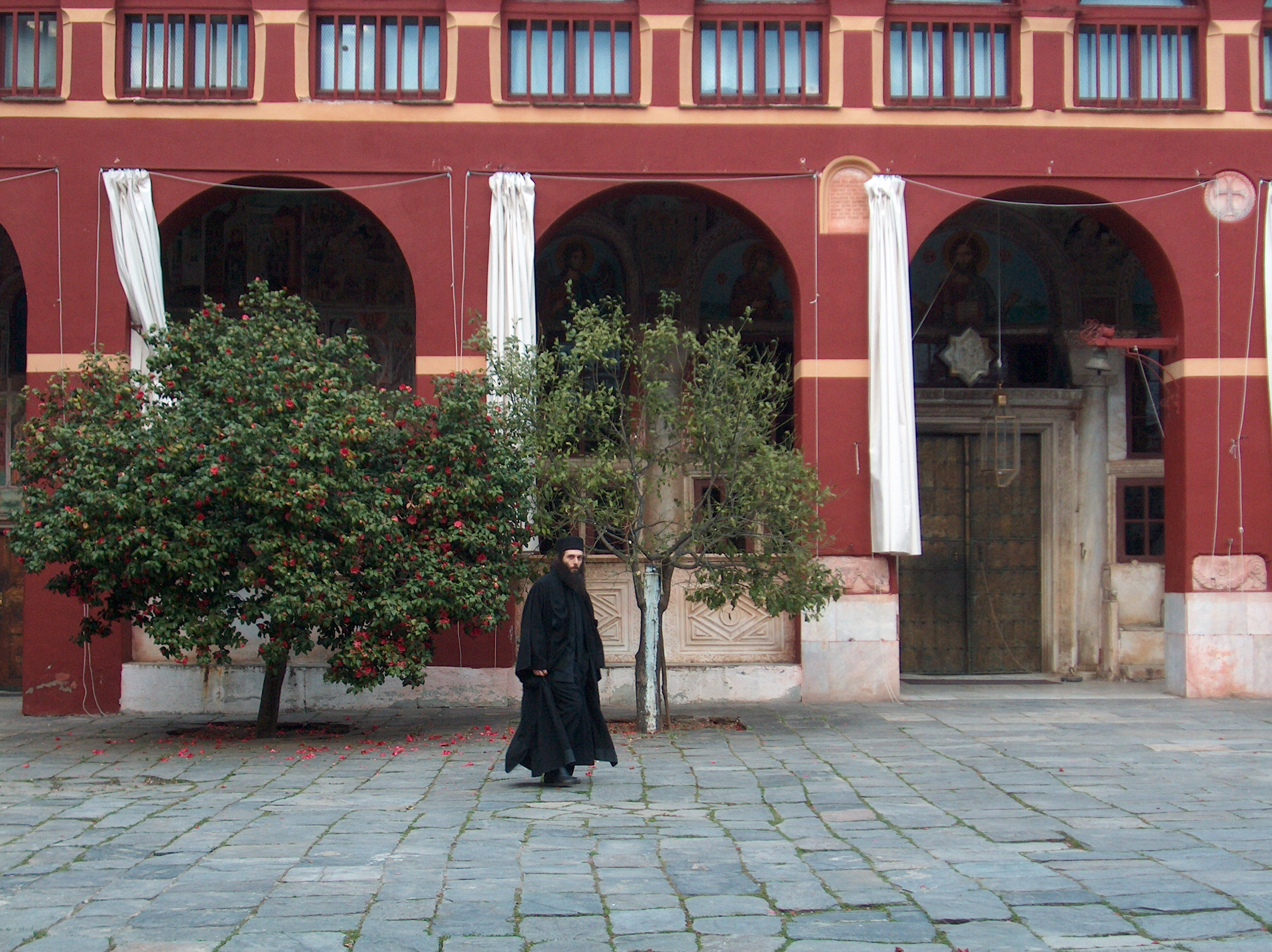
Wewnętrzny dziedziniec klasztoru Watopedi

- Katolikon (główna świątynia), pod wezwaniem Zwiastowania
- Refektarz
- Wieża z zegarem pochodząca z czasów bizantyjskich
- Pochodząca z X wieku wieża, w której mieści się biblioteka klasztoru